# Copa Rio de 2015
A Copa Rio de Profissionais de  2015 foi a 20ª edição da Copa Rio, competição organizada pela Federação de Futebol do Estado do Rio de Janeiro. O torneio seguia o mesmo regulamento da edição de 2014 e daria, ao campeão, o direito de escolha entre uma vaga na Copa do Brasil de 2016 ou no Campeonato Brasileiro da Série D de 2016. O vice-campeão ficaria com a vaga restante.

## Regulamento
- Na primeira fase, as equipes são divididas em quatro grupos com 5 times cada e jogam dentro do próprio grupo, em jogos de turno e returno. Os dois melhores colocados de cada chave avançam na competição.
- Na segunda fase, as equipes classificadas são divididas em dois grupos com 4 times cada. Após jogos de turno dentro do próprio grupo, as duas melhores colocadas de cada chave vão para as semifinais.
- Nas semifinais, o 1º de um grupo enfrenta o 2º do outro em dois jogos. Terá o direito de escolha do mando de campo da primeira ou segunda partida, a equipe que tiver o melhor índice técnico, somando as duas fases anteriores. Em caso de empate, ao final dos dois jogos, a decisão na vaga da final será nos pênaltis.
- As vencedoras das semifinais fazem a final, seguindo os critérios de mando de campo e de empate das semifinais. O campeão escolhe entre disputar a Copa do Brasil de 2016 ou a Série D de 2016. O vice-campeão fica com a vaga restante.[1]

## Participantes
No dia 14 de julho, a FERJ divulgou a tabela com 16 clubes confirmados, deixando quatro vagas em aberto. Pouco tempo depois, a federação confirmou a participação de mais três clubes: Portuguesa-RJ, Duquecaxiense e Angra dos Reis. Na semana seguinte, o Rio São Paulo confirmou sua participação e ocupou a última vaga na competição.
| Equipe           | Cidade             | Em 2014      | Estádio (mando)     | Capacidade | Títulos (último) | Forma de classificação             |
| ---------------- | ------------------ | ------------ | ------------------- | ---------- | ---------------- | ---------------------------------- |
| America          | Rio de Janeiro     | 6º           | Giulite Coutinho    | 16 000     | 0                | 11º da Série B de 2014 (convidado) |
| Angra dos Reis   | Angra dos Reis     | não disputou | Jair Toscano        | 5 000      | 0                | 13º da Série B de 2014 (convidado) |
| Audax Rio        | São João de Meriti | 9º           | Nivaldo Pereira     | 1 000      | 1 (2010)         | 15º da Série A de 2014 (convidado) |
| Bangu            | Rio de Janeiro     | 8º           | Moça Bonita         | 9 564      | 0                | 10º da Série A de 2014             |
| Barcelona-RJ     | Rio de Janeiro     | não disputou | Marrentão           | 7 000      | 0                | 3º da Série C de 2014              |
| Barra Mansa      | Barra Mansa        | não disputou | Leão do Sul         | 5 000      | 0                | 1º da Série B de 2014              |
| Boavista-RJ      | Saquarema          | 3º           | Nivaldo Pereira     | 1 000      | 0                | 5º da Série A de 2014              |
| Bonsucesso       | Rio de Janeiro     | 12º          | Leônidas da Silva   | 13 000     | 0                | 13º da Série A de 2014             |
| Cabofriense      | Cabo Frio          | não disputou | Correão             | 4 200      | 0                | 4º da Série A de 2014              |
| Duquecaxiense    | Duque de Caxias    | 17º          | Marrentão           | 7 000      | 0                | 11º da Série C de 2014 (convidado) |
| Friburguense     | Nova Friburgo      | 4º           | Eduardo Guinle      | 6 550      | 0                | 6º da Série A de 2014              |
| Gonçalense       | São Gonçalo        | não disputou | Moça Bonita         | 9 564      | 0                | 1º da Série C de 2014              |
| Macaé            | Macaé              | 7º           | Moacyrzão           | 16 000     | 0                | 7º da Série A de 2014              |
| Madureira        | Rio de Janeiro     | 2º           | Conselheiro Galvão  | 5 062      | 1 (2011)         | 12º da Série A de 2014             |
| Nova Iguaçu      | Nova Iguaçu        | 10º          | Laranjão            | 1 810      | 2 (2012)         | 8º da Série A de 2014              |
| Portuguesa-RJ    | Rio de Janeiro     | não disputou | Luso-Brasileiro     | 5 994      | 1 (2000)         | 7º da Série B de 2014 (convidado)  |
| Resende          | Resende            | 1º           | Trabalhador         | 4 600      | 1 (2014)         | 14º da Série A de 2014             |
| Rio São Paulo    | Rio de Janeiro     | não disputou | Rua Bariri          | 8 300      | 0                | 22º da Série C de 2014 (convidado) |
| Tigres do Brasil | Duque de Caxias    | não disputou | Los Larios          | 8 000      | 2 (2009)         | 2º da Série B de 2014              |
| Volta Redonda    | Volta Redonda      | 5º           | Raulino de Oliveira | 20 255     | 4 (2007)         | 11º da Série A de 2014             |

## Primeira fase

### Grupo A
| Pos | Equipes        | Pts | J | V | E | D | GP | GC | SG  |
| --- | -------------- | --- | - | - | - | - | -- | -- | --- |
| 1   | Gonçalense     | 17  | 8 | 5 | 2 | 1 | 17 | 5  | +12 |
| 2   | Resende        | 14  | 8 | 4 | 2 | 2 | 10 | 6  | +4  |
| 3   | Bangu          | 11  | 8 | 3 | 2 | 3 | 9  | 11 | –2  |
| 4   | Friburguense   | 6   | 8 | 1 | 3 | 4 | 6  | 12 | –6  |
| 5   | Angra dos Reis | 6   | 8 | 1 | 3 | 4 | 5  | 13 | –8  |

|                | ANG | BAN | FRI | GON | RES |
| -------------- | --- | --- | --- | --- | --- |
| Angra dos Reis | —   | 0–0 | 0–0 | 1–4 | 0–1 |
| Bangu          | 3–2 | —   | 2–2 | 0–1 | 1–0 |
| Friburguense   | 0–1 | 0–1 | —   | 2–2 | 1–0 |
| Gonçalense     | 4–0 | 3–0 | 3–0 | —   | 0–0 |
| Resende        | 1–1 | 3–2 | 3–1 | 2–0 | —   |

|  |                                           |
|  | Zona de classificação para a próxima fase |

### Grupo B
| Pos | Equipes       | Pts | J | V | E | D | GP | GC | SG  |
| --- | ------------- | --- | - | - | - | - | -- | -- | --- |
| 1   | Volta Redonda | 24  | 8 | 8 | 0 | 0 | 21 | 3  | +18 |
| 2   | Audax Rio     | 13  | 8 | 4 | 1 | 3 | 9  | 7  | +2  |
| 3   | Boavista-RJ   | 11  | 8 | 3 | 2 | 3 | 10 | 8  | +2  |
| 4   | Barra Mansa   | 5   | 8 | 1 | 2 | 5 | 4  | 15 | –11 |
| 5   | Duquecaxiense | 4   | 8 | 1 | 1 | 6 | 5  | 16 | –11 |

|               | AUD | BMA | BOA | DUQ | VRE     |
| ------------- | --- | --- | --- | --- | ------- |
| Audax Rio     | —   | 0–1 | 1–0 | 3–0 | 1–2     |
| Barra Mansa   | 0–2 | —   | 0–0 | 0–0 | 0–3[wo] |
| Boavista-RJ   | 1–1 | 2–1 | —   | 1–0 | 1–3     |
| Duquecaxiense | 0–1 | 3–2 | 1–5 | —   | 0–2     |
| Volta Redonda | 3–0 | 5–0 | 1–0 | 2–1 | —       |

|  |                                           |
|  | Zona de classificação para a próxima fase |

- wo. ^ Por falta do número mínimo de enfermeiros na UTI móvel à beira do gramado, o Barra Mansa foi considerado derrotado por 3–0 (W.O.).[7]

### Grupo C
| Pos | Equipes       | Pts | J | V | E | D | GP | GC | SG  |
| --- | ------------- | --- | - | - | - | - | -- | -- | --- |
| 1   | Madureira     | 16  | 8 | 5 | 1 | 2 | 10 | 4  | +6  |
| 2   | Macaé         | 16  | 8 | 5 | 1 | 2 | 14 | 9  | +5  |
| 3   | America       | 15  | 8 | 5 | 0 | 3 | 14 | 11 | +3  |
| 4   | Barcelona-RJ  | 10  | 8 | 3 | 1 | 4 | 9  | 11 | –2  |
| 5   | Rio São Paulo | 1   | 8 | 0 | 1 | 7 | 9  | 21 | –12 |

|               | AME | BAR | MAC | MAD | RSP |
| ------------- | --- | --- | --- | --- | --- |
| America       | —   | 3–1 | 2–0 | 1–0 | 3–2 |
| Barcelona-RJ  | 3–1 | —   | 1–2 | 0–1 | 2–1 |
| Macaé         | 2–1 | 2–0 | —   | 1–1 | 5–1 |
| Madureira     | 1–0 | 0–1 | 2–0 | —   | 4–1 |
| Rio São Paulo | 2–3 | 1–1 | 1–2 | 0–1 | —   |

|  |                                           |
|  | Zona de classificação para a próxima fase |

### Grupo D
| Pos | Equipes          | Pts | J | V | E | D | GP | GC | SG |
| --- | ---------------- | --- | - | - | - | - | -- | -- | -- |
| 1   | Bonsucesso       | 16  | 8 | 4 | 4 | 0 | 8  | 3  | +5 |
| 2   | Portuguesa-RJ    | 16  | 8 | 4 | 4 | 0 | 10 | 6  | +4 |
| 3   | Nova Iguaçu      | 7   | 8 | 2 | 1 | 5 | 10 | 13 | –3 |
| 4   | Cabofriense      | 7   | 8 | 1 | 4 | 3 | 7  | 9  | –2 |
| 5   | Tigres do Brasil | 6   | 8 | 1 | 3 | 4 | 7  | 11 | –4 |

|                  | BON | CAB | NVG | POR | TIG |
| ---------------- | --- | --- | --- | --- | --- |
| Bonsucesso       | —   | 1–1 | 2–1 | 0–0 | 0–0 |
| Cabofriense      | 0–1 | —   | 1–2 | 1–1 | 2–2 |
| Nova Iguaçu      | 0–2 | 1–1 | —   | 2–3 | 3–1 |
| Portuguesa-RJ    | 1–1 | 1–0 | 1–0 | —   | 1–0 |
| Tigres do Brasil | 0–1 | 0–1 | 2–1 | 2–2 | —   |

|  |                                           |
|  | Zona de classificação para a próxima fase |

### Desempenho por rodada
|         | 1   | 2   | 3   | 4   | 5   | 6   | 7   | 8   | 9   | 10  |
| Grupo A | GON | GON | GON | GON | GON | GON | GON | GON | GON | GON |
| Grupo B | VRE | VRE | VRE | VRE | VRE | VRE | VRE | VRE | VRE | VRE |
| Grupo C | AME | MAD | MAD | MAD | AME | MAD | AME | MAD | MAD | MAD |
| Grupo D | BON | BON | BON | BON | POR | BON | BON | BON | BON | BON |

|         | 1   | 2   | 3   | 4   | 5   | 6   | 7   | 8   | 9   | 10  |
| Grupo A | ANG | ANG | ANG | ANG | ANG | ANG | ANG | ANG | ANG | ANG |
| Grupo B | DUQ | DUQ | DUQ | DUQ | DUQ | DUQ | DUQ | DUQ | DUQ | DUQ |
| Grupo C | BAR | RSP | RSP | RSP | RSP | RSP | RSP | RSP | RSP | RSP |
| Grupo D | NVG | NVG | CAB | CAB | CAB | NVG | NVG | NVG | NVG | TIG |

## Segunda fase

### Grupo E
| Pos | Equipes       | Pts | J | V | E | D | GP | GC | SG |
| --- | ------------- | --- | - | - | - | - | -- | -- | -- |
| 1   | Portuguesa-RJ | 5   | 3 | 1 | 2 | 0 | 4  | 3  | +1 |
| 2   | Gonçalense    | 5   | 3 | 1 | 2 | 0 | 3  | 2  | +1 |
| 3   | Audax Rio     | 3   | 3 | 0 | 3 | 0 | 3  | 3  | 0  |
| 4   | Madureira     | 1   | 3 | 0 | 1 | 2 | 2  | 4  | –2 |

|               | AUD | GON | MAD | POR |
| ------------- | --- | --- | --- | --- |
| Audax Rio     | —   |     |     | 1–1 |
| Gonçalense    | 1–1 | —   | 1–0 |     |
| Madureira     | 1–1 |     | —   | 1–2 |
| Portuguesa-RJ |     | 1–1 |     | —   |

|  |                                           |
|  | Zona de classificação para a próxima fase |

### Grupo F
| Pos | Equipes       | Pts | J | V | E | D | GP | GC | SG |
| --- | ------------- | --- | - | - | - | - | -- | -- | -- |
| 1   | Resende       | 5   | 3 | 1 | 2 | 0 | 5  | 3  | +2 |
| 2   | Volta Redonda | 4   | 3 | 1 | 1 | 1 | 3  | 3  | 0  |
| 3   | Macaé         | 4   | 3 | 1 | 1 | 1 | 3  | 3  | 0  |
| 4   | Bonsucesso    | 3   | 3 | 1 | 0 | 2 | 4  | 6  | –2 |

|               | BON | MAC | RES | VRE |
| ------------- | --- | --- | --- | --- |
| Bonsucesso    | —   | 2–3 | 1–3 |     |
| Macaé         |     | —   |     | 0–1 |
| Resende       |     | 0–0 | —   |     |
| Volta Redonda | 0–1 |     | 2–2 | —   |

|  |                                           |
|  | Zona de classificação para a próxima fase |

## Fases Finais
Em itálico, os times que possuem o mando de campo no primeiro jogo do confronto e em negrito os times classificados. Os mandos de campo são definidos de acordo com o índice técnico.
|  | Semifinais    | Semifinais | Semifinais | Semifinais |   |               | Final | Final | Final | Final |
|  |               |            |            |            |   |               |       |       |       |       |
|  | Portuguesa-RJ | 0          | 3          | 3          |   |               |       |       |       |       |
|  | Volta Redonda | 0          | 2          | 2          |   |               |       |       |       |       |
|  | Volta Redonda | 0          | 2          | 2          |   | Portuguesa-RJ | 0     | 2     | 2     |       |
|  |               |            |            |            |   | Portuguesa-RJ | 0     | 2     | 2     |       |
|  |               | Resende    | 0          | 5          | 5 |               |       |       |       |       |
|  | Resende       | Resende    | 0          | 5          | 5 | 3             | 0     | 3     |       |       |
|  | Resende       |            |            |            |   | 3             | 0     | 3     |       |       |
|  | Gonçalense    | 2          | 0          | 2          |   |               |       |       |       |       |

### Semifinais

#### Primeiro jogo
| 14 de novembro | Portuguesa-RJ | 0 – 0 | Volta Redonda | Luso Brasileiro                                |
| 16:00          |               |       |               | Público: 66 Árbitro: RJ Grazianni Maciel Rocha |

| 14 de novembro | Resende                                             | 3 – 2 | Gonçalense                        | Estádio do Trabalhador                         |
| 16:00          | Douglas Caé 20' · Robinho 38' · William Carioca 90' |       | 17' Joseph · 60' William Amendoim | Público: 49 Árbitro: RJ João Batista de Arruda |

#### Segundo jogo
| 18 de novembro | Gonçalense | 0 – 0 | Resende | Moça Bonita                                             |
| 15:45          |            |       |         | Público: 215 Árbitro: RJ Wagner do Nascimento Magalhães |

| 18 de novembro | Volta Redonda                 | 2 – 3 | Portuguesa-RJ                                               | Raulino de Oliveira                                |
| 20:00          | Tiago Amaral 30' · Djavan 87' |       | 29' Victor Hugo · 43' Bruno Andrade · 76' Cláudio Pagodinho | Público: 171 Árbitro: RJ Luiz Antônio Silva Santos |

### Final

#### Primeiro jogo
| 22 de novembro | Portuguesa-RJ | 0 – 0 | Resende | Luso Brasileiro                              |
| 16:00          |               |       |         | Público: 314 Árbitro: RJ Rodrigo Nunes de Sá |

#### Segundo jogo
| 28 de novembro | Resende                                                                | 5 – 2 | Portuguesa-RJ                | Estádio do Trabalhador                |
| 15:30          | Douglas Caé 13' 80' · Robinho 29' · Marcel 60' · Willian Carioca 90+3' |       | 74' Belarmino · 82' Pessanha | Árbitro: RJ Leonardo Garcia Cavaleiro |

## Premiação
| Copa Rio 2015                 |
| ----------------------------- |
| RESENDE Bicampeão (2º título) |

## Artilharia
| Gols | Jogador      | Time          |
| ---- | ------------ | ------------- |
| 6    | Douglas Caé  | Resende       |
| 6    | Sabão        | Gonçalense    |
| 6    | Tiago Amaral | Volta Redonda |
| 5    | Allan        | Portuguesa-RJ |
| 5    | Dudu         | Bonsucesso    |
| 5    | João         | Gonçalense    |

## Classificação geral
| Pos | Times            | Pts | J  | V | E | D | GP | GC | SG  | Classificação                                        |
| --- | ---------------- | --- | -- | - | - | - | -- | -- | --- | ---------------------------------------------------- |
| 1   | Resende          | 27  | 15 | 7 | 6 | 2 | 22 | 13 | +9  | Campeão e classificado para a Copa do Brasil de 2016 |
| 2   | Portuguesa-RJ    | 26  | 15 | 6 | 8 | 1 | 19 | 16 | +3  | Vice-campeão e classificado para a Série D de 2016   |
| 3   | Volta Redonda    | 29  | 13 | 9 | 2 | 2 | 26 | 9  | +17 | Eliminados na terceira fase                          |
| 4   | Gonçalense       | 23  | 13 | 6 | 5 | 2 | 22 | 10 | +12 | Eliminados na terceira fase                          |
| 5   | Macaé            | 20  | 11 | 6 | 2 | 3 | 17 | 12 | +5  | Eliminados na segunda fase                           |
| 6   | Bonsucesso       | 19  | 11 | 5 | 4 | 2 | 12 | 9  | +3  | Eliminados na segunda fase                           |
| 7   | Madureira        | 17  | 11 | 5 | 2 | 4 | 12 | 8  | +4  | Eliminados na segunda fase                           |
| 8   | Audax Rio        | 16  | 11 | 4 | 4 | 3 | 12 | 10 | +2  | Eliminados na segunda fase                           |
| 9   | America          | 15  | 8  | 5 | 0 | 3 | 14 | 11 | +3  | Eliminados na primeira fase                          |
| 10  | Boavista-RJ      | 11  | 8  | 3 | 2 | 3 | 10 | 8  | +2  | Eliminados na primeira fase                          |
| 11  | Bangu            | 11  | 8  | 3 | 2 | 3 | 9  | 11 | –2  | Eliminados na primeira fase                          |
| 12  | Barcelona-RJ     | 10  | 8  | 3 | 1 | 4 | 9  | 11 | –2  | Eliminados na primeira fase                          |
| 13  | Nova Iguaçu      | 7   | 8  | 2 | 1 | 5 | 10 | 13 | –3  | Eliminados na primeira fase                          |
| 14  | Cabofriense      | 7   | 8  | 1 | 4 | 3 | 7  | 9  | –2  | Eliminados na primeira fase                          |
| 15  | Tigres do Brasil | 6   | 8  | 1 | 3 | 4 | 7  | 11 | –4  | Eliminados na primeira fase                          |
| 16  | Friburguense     | 6   | 8  | 1 | 3 | 4 | 6  | 12 | –6  | Eliminados na primeira fase                          |
| 17  | Angra dos Reis   | 6   | 8  | 1 | 3 | 4 | 5  | 13 | –8  | Eliminados na primeira fase                          |
| 18  | Barra Mansa      | 5   | 8  | 1 | 2 | 5 | 4  | 15 | –11 | Eliminados na primeira fase                          |
| 19  | Duquecaxiense    | 4   | 8  | 1 | 1 | 6 | 5  | 16 | –11 | Eliminados na primeira fase                          |
| 20  | Rio São Paulo    | 1   | 8  | 0 | 1 | 7 | 9  | 21 | –12 | Eliminados na primeira fase                          |